# Barcelonastolen

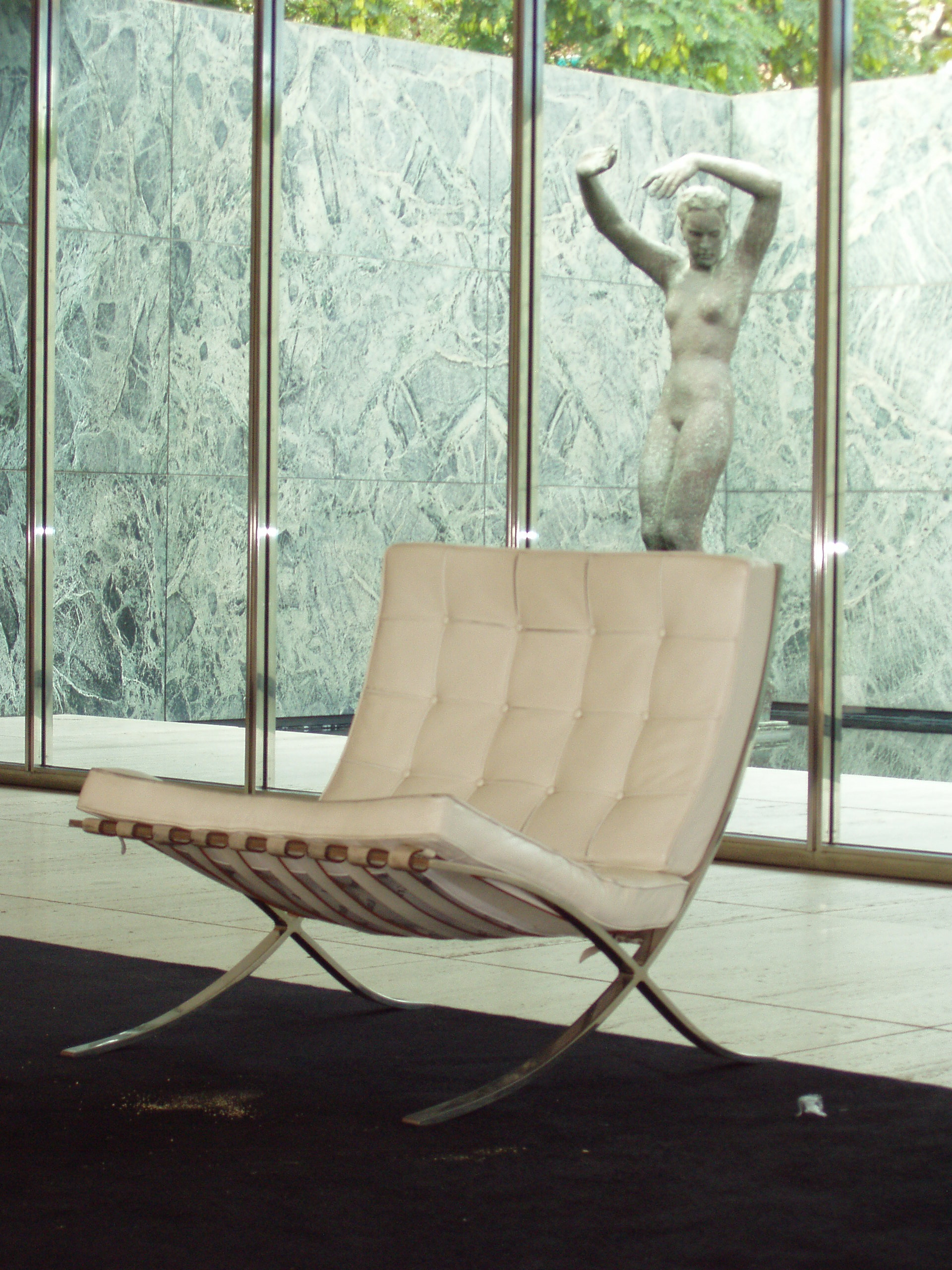
Barcelonastolen i den rekonstruerade Barcelonapaviljongen.

Barcelonastolen, eller MR 90, ritades 1929 av arkitekten Ludwig Mies van der Rohe och möbelformgivaren Lilly Reich. 
Den beställdes för Barcelonapaviljongen inför världsutställningen 1929. Under utställningens öppningsceremoni användes stolen som en tron för kung Alfons XIII av Spanien. Stolen, med tillhörande fotpall, har en bärande struktur av korslagt, förkromat stål, med sittdyna och ryggstöd av stoppat läder. Sittytan är bred och markant bakåtlutad, vilket tillsammans med fotpallen ger en fåtöljliknande karaktär. 
Mies van der Rohe kom att inreda flertalet av sina senare byggnader med stolen, både i formella sammanhang och i bostäder. Barcelonastolen brukar räknas som en av 1900-talets designikoner. Den tillverkades först hantverksmässigt av företaget Müller i Berlin och från 1948 av amerikanska Knoll i större skala.